# 耿況
耿 況（こう きょう、? - 36年）は、中国の新代から後漢時代初期にかけての武将・政治家。字は侠遊。司隷扶風茂陵県（陝西省興平市）の人。雲台二十八将の一人である耿弇の父。子には他に、耿舒・耿国・耿広・耿挙・耿覇がいる。

## 事跡
| 姓名           | 耿況                                                   |
| 時代           | 新代 - 後漢時代                                        |
| 生没年         | 生年不詳 - 36年（建武12年）                            |
| 字・別号       | 侠遊（字）                                             |
| 本貫・出身地等 | 司隷扶風茂陵県                                         |
| 職官           | 郎〔新〕→朔調連率〔新〕 →上谷太守〔更始→劉秀（後漢）〕 |
| 爵位・号等     | 隃麋侯〔後漢〕→隃麋烈侯〔没後〕                        |
| 陣営・所属等   | 王莽→更始帝→光武帝（劉秀）                             |
| 家族・一族     | 子：耿弇 耿舒 耿国 耿広 耿挙 耿覇                      |

### 王郎討伐
初めは新の王莽に仕え、経書に明るいことから郎に任命された。また、王莽の従弟の王伋と共に安丘望之の下で『老子』を学び、後に朔調連率（上谷太守に相当）に任命された。この時、上谷郡出身の寇恂の才能を認め、功曹として抜擢している。
劉玄が更始帝として即位すると、その使者が上谷を訪れ、「率先して降伏した者は、その爵位に復す」と告げたため、耿況はただちに印綬を使者に引き渡した。ところが一晩たっても使者が印綬を耿況に返還しようとしなかったため、寇恂は使者から印綬を奪還してこれを耿況に引渡し、使者もやむを得ず耿況をその地位にとどめた。
更始元年（23年）末、河北に王郎が割拠すると、王郎は使者を上谷に派遣して、軍を発するよう要求した。しかし、寇恂や門下掾閔業の進言を容れて、耿況は劉秀（後の光武帝）に味方する決心をする。耿況は、寇恂を漁陽太守彭寵の下に派遣し、共に劉秀を救援するとの約束を取り付けた。寇恂が首尾よく戻ると、耿況は次官の景丹・寇恂・耿弇に突騎2千騎と歩兵1千人を統率させ、呉漢らが率いる漁陽の突騎と合流して劉秀の援軍に向かわせた。この来援をきっかけに、劉秀は王郎を攻め滅ぼすことに成功している。

### 彭寵討伐
王郎滅亡後、更始帝が代郡太守趙永を徴しようとしていたが、耿況は趙永にこれに応ずに、劉秀に会うように勧めた。劉秀は趙永を代郡太守として郡に復らせた。また、五校（河北の民軍）が20万の大軍で上谷を攻撃してきたが、耿況は子の耿舒と協力してこれを撃破した。
建武2年（26年）、彭寵が漢に叛逆すると、彭寵は自分と同様に耿況も冷遇されていると考え、反乱に呼応するよう使者を派遣して促した。しかし耿況はこれを拒否し、使者を斬り捨てた。また、彭寵軍に包囲されて薊城内で困窮していた幽州牧朱浮の下に援軍を派遣し、これを救出している。建武4年（28年）、耿弇が彭寵を討伐した際には、耿況は子の耿国を光武帝の下に近侍させた。光武帝はこれを嘉し、耿況を隃麋侯に封じている。同年、軍都（広陽郡）の彭寵軍を攻撃して、落城させた。建武5年（29年）に彭寵が平定されると、耿況は邸宅（原文「甲第」）を賜り、あわせて朝請を奉じることになった。
建武12年（36年）、耿況は病に倒れ、光武帝は見舞った。同年、死去し、烈侯の号を追贈された。

## 伝記資料
- 『後漢書』列伝9耿弇伝
- 同本紀1上光武帝紀上
- 同本紀1下光武帝紀下
- 同列伝2彭寵伝
- 同列伝6寇恂伝